# Campionato cinese di Go
Il Torneo nazionale individuale di Go (in cinese: 全国围棋个人赛), anche noto come Campionato cinese di go, è una tradizionale competizione cinese di Go, che si tiene annualmente dal 1957: tra il 1960 e il 1966 c'è stato un torneo biennale, ma a causa della Rivoluzione culturale non ci sono stati tornei tra il 1967 e il 1973 e nel 1976, a causa della morte di Mao Zedong, c'è stato solo un torneo preliminare, non un torneo finale. Precedentemente all'istituzione della Lega A Cinese, il Torneo nazionale individuale di Go era il più importante torneo di Weiqi in Cina; oggi la sua importanza è diminuita, ma è ancora un palcoscenico per molti giovani giocatori per eccellere.
La competizione si basa su di un torneo basato sul sistema svizzero su 11 turni, al termine dei quali i due goisti col punteggio più alto si affrontano in una partita singola per determinare il vincitore. Negli ultimi anni il torneo maschile è stato suddiviso in Gruppo A (livello superiore) e Gruppo B. Il torneo maschile si è tenuto due volte all'anno tra il 1960 e il 1966.

## Albo d'oro
| Anno | Vincitore      | Finalista      |
| ---- | -------------- | -------------- |
| 1957 | Guo Tisheng    | Chen Jiamou    |
| 1958 | Liu Dihuai     | Wang Youchen   |
| 1959 | Liu Dihuai     | Guo Tisheng    |
| 1960 | Huang Shuiji   | Wang Youchen   |
| 1962 | Guo Tisheng    | Chen Zude      |
| 1964 | Chen Zude      | Wu Songsheng   |
| 1966 | Chen Zude      | Wu Songsheng   |
| 1974 | Chen Zude      | Cao Zhilin     |
| 1975 | Nie Weiping    | Wang Runan     |
| 1977 | Nie Weiping    | Cao Zhilin     |
| 1978 | Nie Weiping    | Chen Zude      |
| 1979 | Nie Weiping    | Hua Yigang     |
| 1980 | Liu Xiaoguang  | Ma Xiaochun    |
| 1981 | Nie Weiping    | Ma Xiaochun    |
| 1982 | Ma Xiaochun    | Shao Zhenzhong |
| 1983 | Nie Weiping    | Shao Zhenzhong |
| 1984 | Ma Xiaochun    | Nie Weiping    |
| 1985 | Fang Tianfeng  | Ma Xiaochun    |
| 1986 | Ma Xiaochun    | Shao Zhenzhong |
| 1987 | Ma Xiaochun    | Liang Weitang  |
| 1988 | Qian Yuping    | Liu Xiaoguang  |
| 1989 | Wang Jianghong | Jiang Zhujiu   |
| 1990 | Liu Xiaoguang  | Qian Yuping    |
| 1991 | Ma Xiaochun    | Yu Bin         |
| 1992 | Shao Weigang   | Zhang Wendong  |
| 1993 | Zhang Wendong  | Yu Bin         |
| 1994 | Cao Dayuan     | Yu Bin         |
| 1995 | Chang Hao      | Yu Bin         |
| 1996 | Zhou Heyang    | Yu Bin         |
| 1997 | Ding Wei       | Shao Weigang   |
| 1998 | Qiu Jun        | Yu Bin         |
| 1999 | Zhou Heyang    | Ding Wei       |
| 2000 | Luo Xihe       | Shao Weigang   |
| 2001 | Kong Jie       | Zhou Heyang    |
| 2002 | Xie He         | Peng Quan      |
| 2003 | Kong Jie       | Peng Quan      |
| 2004 | Qiu Jun        | Li Zhe         |
| 2005 | Chen Yaoye     | Xie He         |
| 2006 | Wang Xi        | Gu Lingyi      |
| 2007 | Zhang Li       | Wang Yao       |
| 2008 | Sun Tengyu     | Fu Chong       |
| 2009 | Jiang Weijie   | Zhou Ruiyang   |
| 2010 | Piao Wenyao    | Li Kang        |
| 2011 | Tan Xiao       | Mao Ruilong    |
| 2012 | Mi Yuting      | Lian Xiao      |
| 2013 | Zhou Hexi      | Yang Dingxin   |
| 2014 | Li Xuanhao     | Zhong Wenjing  |
| 2015 | Gu Zihao       | Fan Yunruo     |
| 2016 | Fan Yin        | Xie Erhao      |
| 2017 | Han Yizhou     | Fan Yin        |
| 2018 | Chen Zijian    | Li Weiqing     |
| 2019 | Chen Xian      | Fan Yunruo     |
| 2023 | Xue Guanhua    | Shen Peiran    |